# Ole Riber Rasmussen
Ole Riber Rasmussen (Gladsaxe, 8 settembre 1955 – 11 febbraio 2017) è stato un tiratore a volo danese.
Ha preso parte a 4 edizioni consecutive dei Giochi olimpici, vincendo una medaglia d'argento al suo esordio.

## Palmarès

### Olimpiadi
- 1 medaglia:
  - 1 argento (Los Angeles 1984 nello skeet)